# Fiordo de Oslo
El fiordo de Oslo (en noruego: Oslofjorden) es un profundo entrante marino, de unos 150 km, que se encuentra localizado en el costa sureste de Noruega, en aguas del Skagerrak (la conexión entre el mar del Norte y el mar Báltico).

## Geografía
El fiordo de Oslo se extiende desde una línea imaginaria entre dos faros  y abajo hasta Langesund en el sur y Oslo en el norte. El entrante se considera dividido en dos partes: la parte interna (Indre Oslofjord) y la externa (Ytre Oslofjord) en el punto de los 17 km de largo y el estrecho Drøbaksundet.
En el fiordo se encuentran varias islas, siendo las más grandes Nøtterøy (59 km²) y Tjøme (39 km²).
El fiordo es atravesado por un túnel submarino inaugurado en 2000, el Oslofjordtunnelen, con una longitud de 7,6 km que enlaza Drøbak, en Frogn, y Storsand, en Hurum.
En épocas históricas, esta bahía fue conocida por el nombre actual de la región, Viken (la bahía).  A pesar de su nombre, el fiordo de Oslo no es un fiordo en el sentido geológico —en noruego, el término "fjord"  puede referirse a diversos cuerpos hídricos.

## Población
Esta zona presenta el núcleo demográfico más importante de Noruega.
Toda la población situada alrededor del fiordo de Oslo, incluyendo la ciudad de Oslo, es de alrededor de 1.960.000 habitantes, y la población total de todos los condados situados alrededor del fiordo es de aproximadamente dos millones, lo que equivale a alrededor del 40 % de toda la población noruega.

## Historia
El fiordo fue el escenario de un acontecimiento clave en la invasión alemana de Noruega en 1940. La invasión incluyó un desembarco planeado de mil tropas transportadas por barco a Oslo. El coronel Eriksen, comandante de la fortaleza de Oscarsborg cerca de Drøbak, mantenido principalmente por propósitos históricos, hundieron el crucero pesado alemán Blücher en los estrechos de Drøbak.
La resistencia de la fortaleza bloqueó la ruta a Oslo, retrasando de esta manera al resto del grupo durante suficiente tiempo para que la familia real, el gobierno, el parlamento y el tesoro nacional fueran evacuados. El resultado fue que Noruega nunca se rindió a los alemanes, dejando al gobierno de Quisling ilegítimo y permitiendo que Noruega participase como un aliado en la guerra, más que como una nación conquistada.

## Trivia
El pintor noruego Edvard Munch tenía una cabaña y un estudio en Åsgårdstrand, en el fiordo, y el fiordo de Oslo aparece en varias de sus pinturas, incluyendo El grito, Muchachas en el muelle y La danza de la vida.
El Oslofjorden es uno de los nueve locales del Campeonato mundial de lanchas motoras clase 1.

## Imágenes

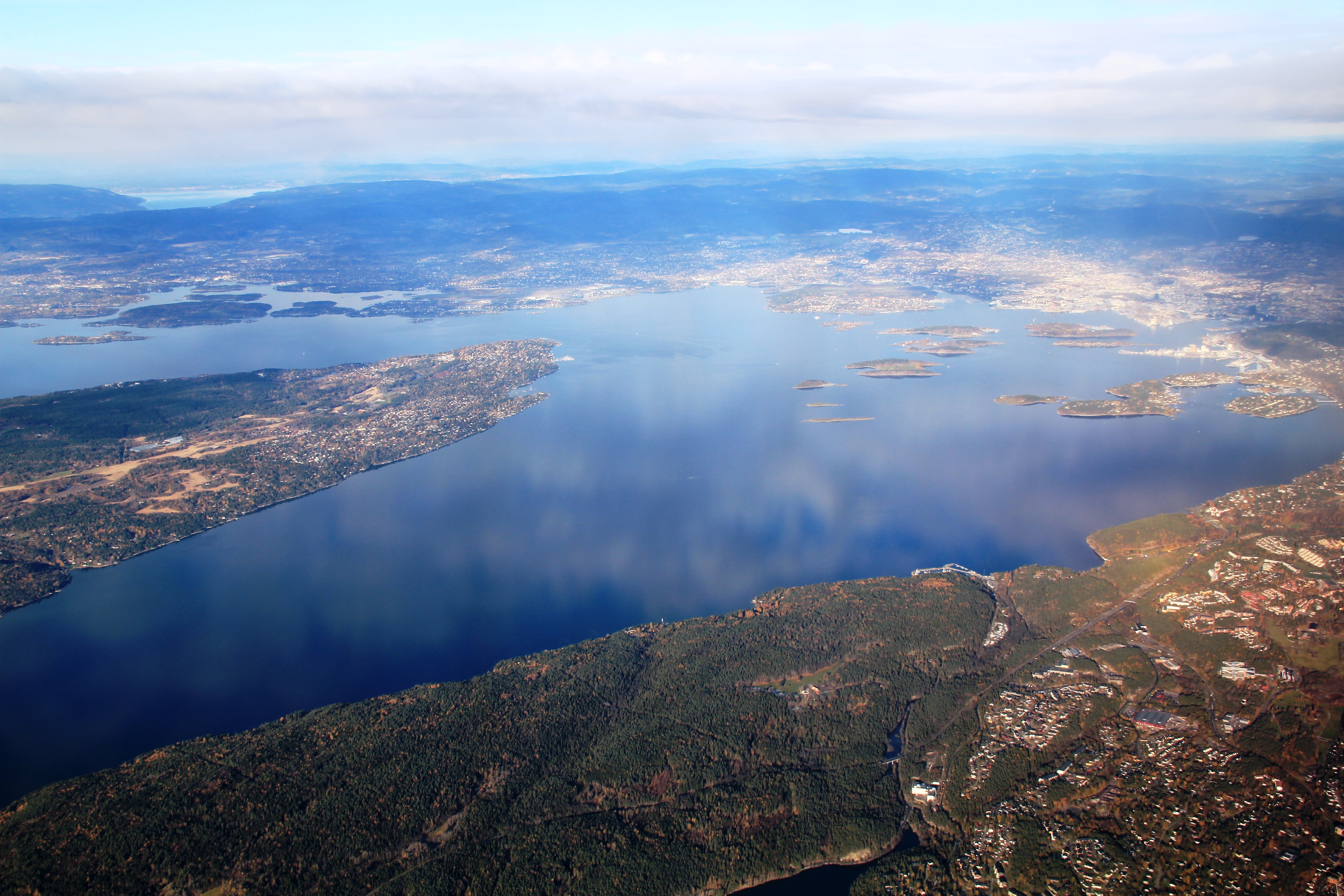
Vista aérea del fiordo y de Oslo
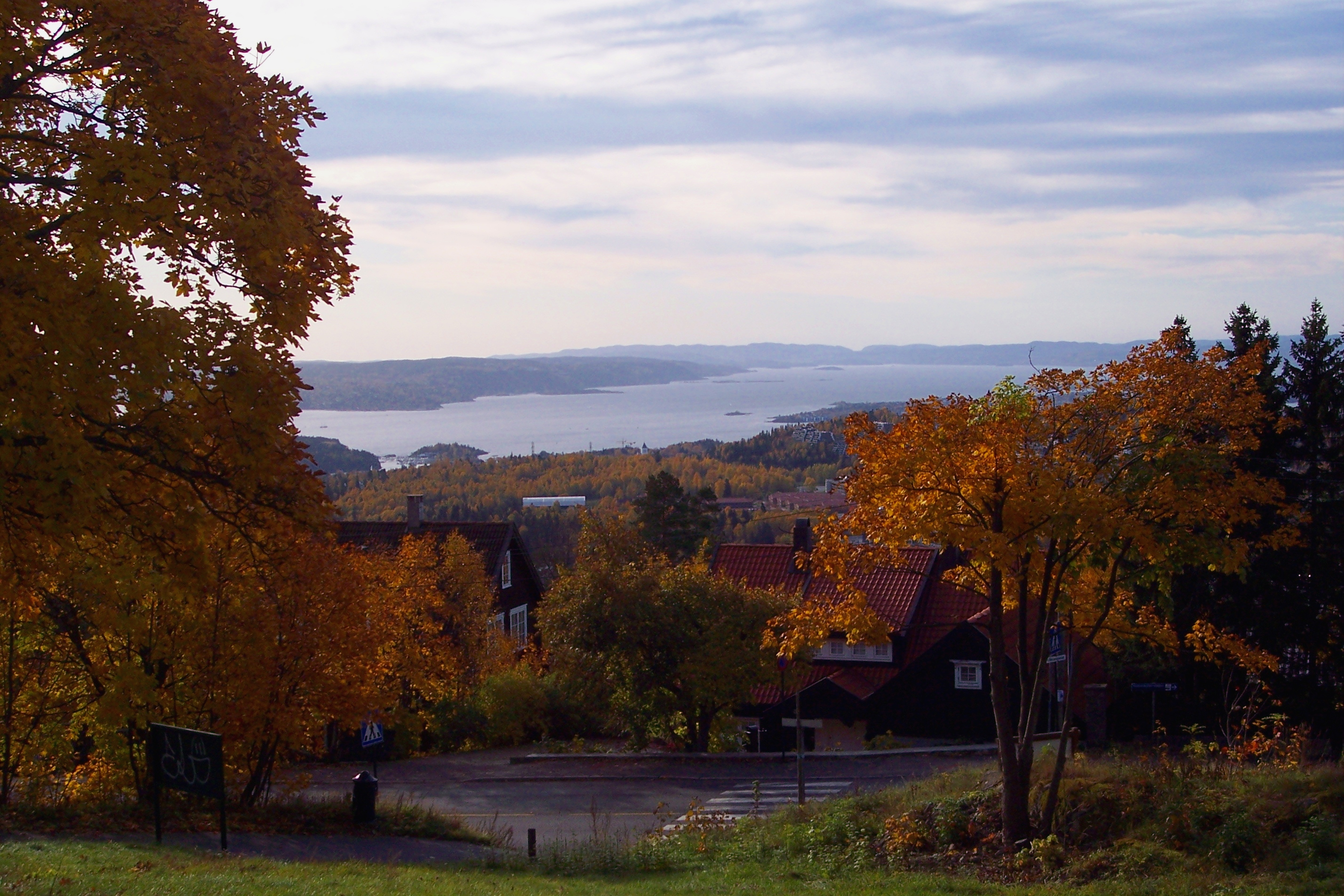
Vista desde Holmenkollen
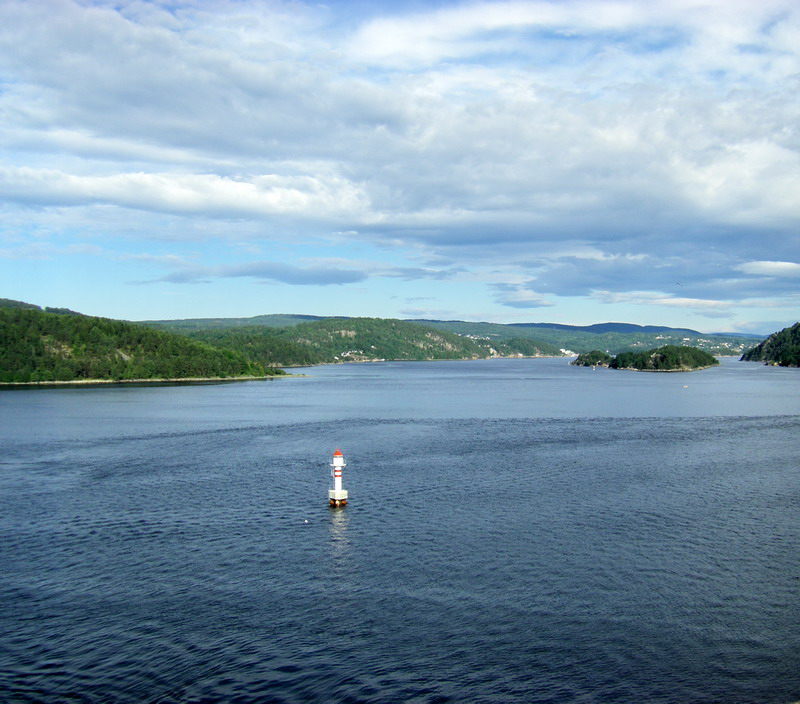
Fiordo en Drøbakgrunnen (sur de Oslo)